# Frente Cívico «Somos Mayoría»
El Frente Cívico «Somos Mayoría» (FCSM) fue un movimiento social español impulsado por Julio Anguita cuyo origen se remonta a 2012.

## Historia

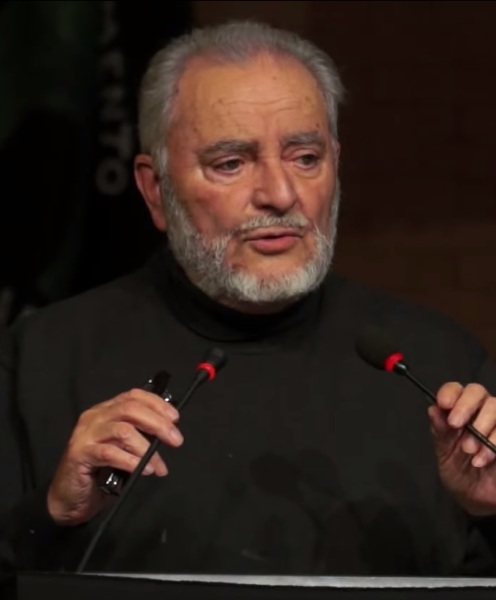
Julio Anguita, impulsor del Frente Cívico.

De acuerdo al manifiesto escrito que fue presentado en septiembre de 2012 por Julio Anguita en la página del Colectivo Prometeo, el Frente Cívico se creaba con el objetivo de «constituir un referente de poder ciudadano que induzca de manera creciente a los poderes públicos a legislar y gobernar en beneficio exclusivo de la mayoría», plasmado mediante un articulado en 10 propuestas concretas.
Sobre el mismo, Anguita declaró: "No quiero solo gente de izquierdas en el Frente Cívico Somos Mayoría".
En noviembre de 2012 se celebró en Córdoba una primera reunión estatal de coordinación en la que participaron miembros de Colectivo Prometeo y de las 48 asambleas provinciales del Frente Cívico, que hasta entonces funcionaban de forma más o menos autónoma. El Frente Cívico se constituyó formalmente como organización estatal en Rivas en 2013, tras celebrarse un Foro Social en el que participaron ponentes como Juan Carlos Monedero, Manolo Monereo, Tania Sánchez, Pablo Iglesias, o José Coy.
Desde el comienzo la organización aclaró que no se convertiría en un partido político ni se presentaría a las elecciones,
El Frente Cívico ha participado en pequeñas movilizaciones y en otras de mayor calado, como las Marchas de la Dignidad que impulsaron junto a otros colectivos y que confluyeron en Madrid el 22 de marzo.
También se personó como acusación popular en el Caso Nóos, con el objetivo de que hubiera una personación ciudadana en la causa y evitase un posible "cierre en falso" de la investigación. La acusación hasta entonces representada por Manos Limpias rechazó esta personación y finalmente el juez Castro dio por apartada de la causa al Frente Cívico cuatro meses más tarde, al negarse la asociación en un escrito a unificar su representación legal con Manos Limpias.